# Raymond Queneau
Raymond Queneau (Le Havre, 1903. február 21. – Párizs, 1976. október 25.) francia író, költő, esszéista, matematikus. Az Oulipo egyik alapító tagja. Alapító tagja volt a ’Patafizikai Társaságnak is.
„Zazie egy álom (vagy egy lidércnyomás)”
„A regény szereplői valóságosak, ezért képzeletbeli személyekhez való hasonlóságuk csakis a véletlen műve lehet.”
Queneau a francia avantgárd egyik különleges alkotója volt. 10 éves korában kezdett írni. 1920-ban a Sorbonne-on tanult, és 1924-ben filozófiatörténeti diplomát szerzett. 1929-ben a szürrealistákhoz csatlakozott.
Első jelentős munkája a „Le Chiendent” (1933) című regény volt.

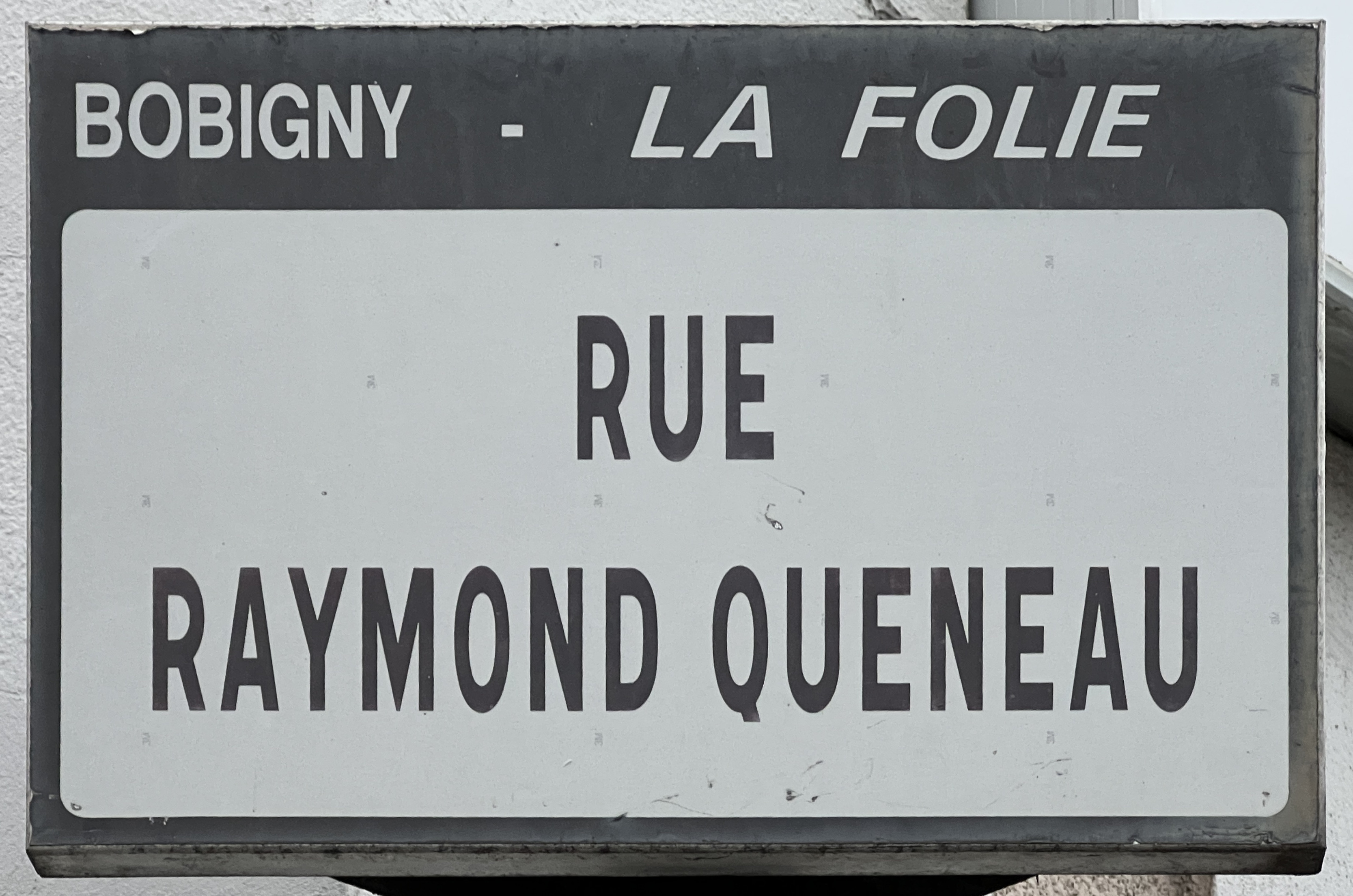

Matematikai képzettsége és érdeklődése olyan sajátos művek megalkotására is késztette, amelyek a számítástechnika felé mutattak előre (az 1961-es Százezer milliárd költemény – Cent mille milliards de poémes – tíz szonett egyenként tizennégy sorának kombinációi, elvileg az összes variációt tartalmazó nyelvi-matematikai játék – végtelen vers). A Zazie a metrón c. regénye a francia új hullám egyik kiemelkedő (azonos című) filmjének volt az ihletője, melyet Louis Malle rendezett.
1933-ban jelent meg első regénye (Le Chiendent), amelyért megkapta az ekkor alapított Deux-Magots irodalmi díjat (Le prix des Deux Magots). Néhány évig újságíróként is dolgozott, majd 1938-tól a Gallimard kiadó lektora, fordítója, később a lektori bizottság tagja lett. Első sikerét az 1942-ben megjelent Pierrot mon ami című műve hozza. 1947-ben jelent meg a Stílusgyakorlatok, melyhez az ötletet Johann Sebastian Bach A fúga művészete című nagyszabású variációs ciklusa adta: a mű egy rövid, egyszerű történet közel százféle stílusban elmesélve, amelynek később számos színházi feldolgozása készült.
Juliette Gréco népszerűvé tette a Si tu t’imagines c. dalát, Iris Murdoch pedig neki ajánlotta A háló alatt című regényét.

## Művei

### Regények
- Le Chiendent (1933)
- Gueule de pierre (1934)
- Les Derniers Jours (1936)
- Odile (1937)
- Les Enfants du Limon (1938)
- Un rude hiver (1939)
- Les Temps mêlés (Gueule de pierre II) (1941)
- Pierrot mon ami (1942)(Angol Park)
- Loin de Rueil (1944)
- Exercices de style (Stílusgyakorlatok)
- On est toujours trop bon avec les femmes (Mindig agyonkényeztetjük a nőket) (1947)
- Saint-Glinglin (1948)
- Le Journal intime de Sally Mara (1950)
- Le Dimanche de la vie (1952) (Az élet vasárnapja)
- Zazie dans le métro (1959) Zazie a metrón (regény)
- Les Fleurs bleues (1965)
- Le Vol d’Icare (1968)

### Versek
- Chêne et chien (1937)
- Les Ziaux (1943)
- L’Instant fatal (1946)
- Petite cosmogonie portative (1950)
- Cent Mille Milliards de Poèmes (1961)
- Le Chien à la mandoline (1965)
- Courir les rues (1967)
- Battre la campagne (1968)
- Fendre les flots (1969)
- Morale élémentaire (1975)
- Pour un art poétique

## Magyarul
- Angol Park; ford., utószó Bajomi Lázár Endre; Európa, Bp., 1966 (Modern könyvtár)
- Zazie a metrón; ford. Klumák István, bev. Pődör László; Magvető, Bp., 1973 (Világkönyvtár)
- Az élet vasárnapja; ford. Bognár Róbert; Európa, Bp., 1982 (Vidám könyvek) ISBN 9630727021
- Ikárosz repül; ford. Bognár Róbert; Európa, Bp., 1984 (Vidám könyvek) ISBN 9630730200
- Stílusgyakorlatok; ford., kieg. Bognár Róbert, tipográfiai stílusgyakorlatokkal megformálta Szántó Tibor; Helikon, Bp., 1988 ISBN 9632079531
- Exercices de style / Stílusgyakorlatok; ford. Bognár Róbert; Noran, Bp., 1996 (Kentaur könyvek)
- Mindig agyonkényeztetjük a nőket. Ír regény Sally Mara tollából; ford. Bognár Róbert; Osiris, Bp., 2008 ISBN 9789632760049)
- Értekezés a demokrata erényekről; ford. Szigeti Csaba; Napkút, Bp., 2014 (Káva téka)[1]

## Fordítás
- Ez a szócikk részben vagy egészben  a   Raymond Queneau című francia Wikipédia-szócikk fordításán alapul.  Az eredeti cikk szerkesztőit annak laptörténete sorolja fel. Ez a jelzés csupán a megfogalmazás eredetét és a szerzői jogokat jelzi, nem szolgál a cikkben szereplő információk forrásmegjelöléseként.